# Veerappan
Veerappan é um filme indiano de 2016, dos gêneros policial, biográfico e drama de ação, escrito e dirigido por Ram Gopal Varma. O filme é baseado na vida real do bandido indiano Veerappan, e os eventos que levaram à Operação Casulo, uma missão para capturá-lo e matá-lo. O elenco inclui Sandeep Bharadwaj,
Sachiin J Joshi, Usha Jadhav e Lisa Ray.